# Micranthocereus

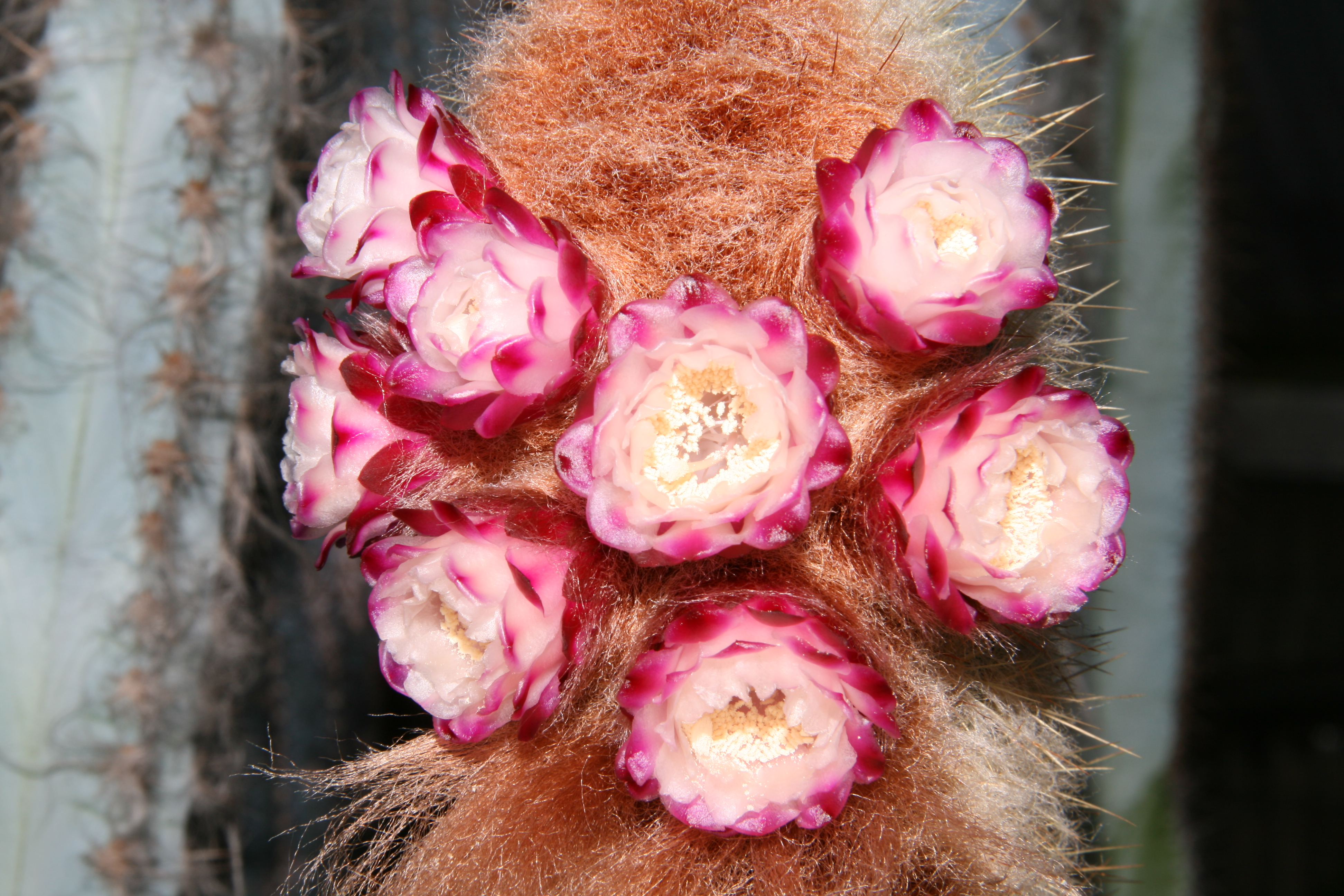
Micranthocereus purpureus

Micranthocereus ist eine Pflanzengattung aus der Familie der Kakteengewächse (Cactaceae). Der botanische Name der Gattung leitet sich vom griechischen Worten „μικρός“ (mikros) für klein und „ἅνθος“ (anthos) für Blüte ab und bedeutet Kleinblütiger Cereus.

## Beschreibung
Die Arten der Gattung Micranthocereus wachsen strauchig bis hoch säulig, sind aufrecht, nicht oder von der Basis her verzweigt und erreichen eine Wuchshöhe von bis zu drei Metern. Die zylindrischen Triebe sind dicht bedornt. Ihre 10 bis 30 (oder mehr) schmalen Rippen sind dicht mit Areolen besetzt, die häufig lange Wolle und Dornen hervorbringen. Das seitliche Cephalium ist oberflächlich oder eingesunken und besteht aus Wolle und Borsten.
Die röhrenförmigen, für gewöhnlich in Gruppen erscheinenden Blüten öffnen sich am Tag oder in der Nacht. Sie sind 2 bis 5 Zentimeter lang. Das Perikarpell und die Blütenröhre sind, bis auf einige wenige Schuppen, kahl. Die Blütenhüllblätter sind kurz, aufrecht oder ausgebreitet und von verschiedenen Farben.
Die kleinen, kahlen, fleischigen, roten Früchte sind nicht aufreißend. Das spärliche Fruchtfleisch ist fast weiß. Der Blütenrest ist dauerhaft oder fällt spät ab. Die fast glatten, grubigen Samen sind dunkelbraun.

## Verbreitung und Systematik
Die Gattung Micranthocereus ist in Mittel- und Ost-Brasilien verbreitet. 
Die Erstbeschreibung als ursprünglich monotypische Gattung erfolgte 1938 durch Curt Backeberg. Die Typusart der Gattung ist Micranthocereus polyanthus. 

### Systematik nach N.Korotkova et al. (2021)
Die Gattung umfasst folgenden Arten:
- Micranthocereus albicephalus (Buining & Brederoo) F.Ritter = Micranthocereus oliveirae P.J.Braun [3]
- Micranthocereus auri-azureus Buining & Brederoo
- Micranthocereus dolichospermaticus (Buining & Brederoo) F.Ritter
- Micranthocereus estevesii (Buining & Brederoo) F.Ritter
- Micranthocereus flaviflorus Buining & Brederoo
- Micranthocereus hofackerianus (P.J.Braun & Esteves) M.Machado[4]
- Micranthocereus polyanthus (Werderm.) Backeb.
  - Micranthocereus polyanthus subsp. alvinii M.Machado & Hofacker
  - Micranthocereus polyanthus subsp. polyanthus
- Micranthocereus purpureus (Gürke) F.Ritter
- Micranthocereus streckeri Van Heek & Van Criek.
- Micranthocereus violaciflorus Buining

Synonyme für die Gattung sind Austrocephalocereus Backeb. (1938) und Siccobaccatus P.J.Braun & Esteves (1990).

### Systematik nach D.R.Hunt et al. (2006)
Die Gattung umfasst folgenden Arten:
- Untergattung Austrocephalocereus (Backeb.) N.P.Taylor
  - Micranthocereus albicephalus (Buining & Brederoo) F.Ritter
  - Micranthocereus purpureus (Gürke) F.Ritter
  - Micranthocereus violaciflorus Buining
- Untergattung Micranthocereus
  - Micranthocereus auriazureus Buining & Brederoo
  - Micranthocereus flaviflorus Buining & Brederoo
  - Micranthocereus polyanthus (Werderm.) Backeb.
    - Micranthocereus polyanthus subsp. alvinii M.Machado & Hofacker
    - Micranthocereus polyanthus subsp. polyanthus

  - Micranthocereus streckeri Van Heek & Van Criek.
- Untergattung Siccobaccatus (P.J.Braun & Esteves) N.P.Taylor
  - Micranthocereus dolichospermaticus (Buining & Brederoo) F.Ritter
  - Micranthocereus estevesii (Buining & Brederoo) F.Ritter

Synonyme für die Gattung sind Austrocephalocereus Backeb. (1938) und Siccobaccatus P.J.Braun & Esteves (1990).

### Systematik nach Anderson/Eggli (2005)
Zur Gattung gehören die folgenden Arten:
- Micranthocereus albicephalus (Buining & Brederoo) F.Ritter
- Micranthocereus auriazureus Buining & Brederoo
- Micranthocereus dolichospermaticus (Buining & Brederoo) F.Ritter
- Micranthocereus estevesii (Buining & Brederoo) F.Ritter
- Micranthocereus flaviflorus Buining & Brederoo
- Micranthocereus polyanthus (Werderm.) Backeb.
- Micranthocereus purpureus (Gürke) F.Ritter
- Micranthocereus streckeri Van Heek & Van Criek.
- Micranthocereus violaciflorus Buining

Synonyme für die Gattung sind Austrocephalocereus Backeb. (1938) und Siccobaccatus P.J.Braun & Esteves (1990).

## Nachweise